# Rushton Spencer
Rushton Spencer – wieś w Anglii, w Staffordshire, w dystrykcie Staffordshire Moorlands, w civil parish Rushton. W 1931 roku civil parish liczyła 234 mieszkańców.